# Università Adam Mickiewicz di Poznań
L'Università Adam Mickiewicz di Poznań (in polacco: Uniwersytet im. Adama Mickiewicza w Poznaniu) è una delle maggiori università polacche, situata nella città di Poznań, nella Polonia dell'ovest. Inaugurata il 7 maggio del 1919, ha acquisito dal 1955 il nome del famoso poeta polacco Adam Mickiewicz. L'università viene di frequente annoverata tra le prime tre del paese.

## Galleria d'immagini

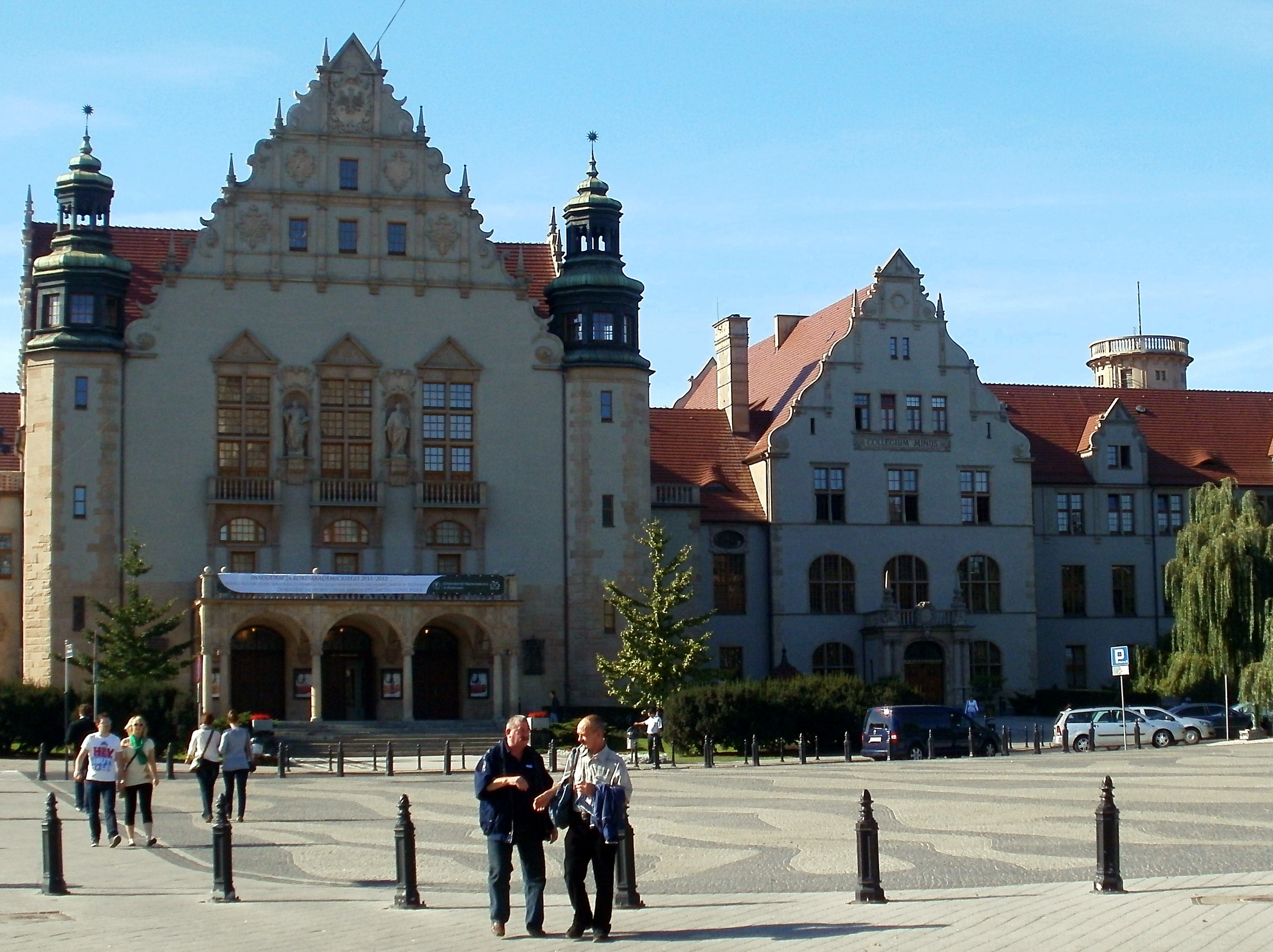
Collegium Minus
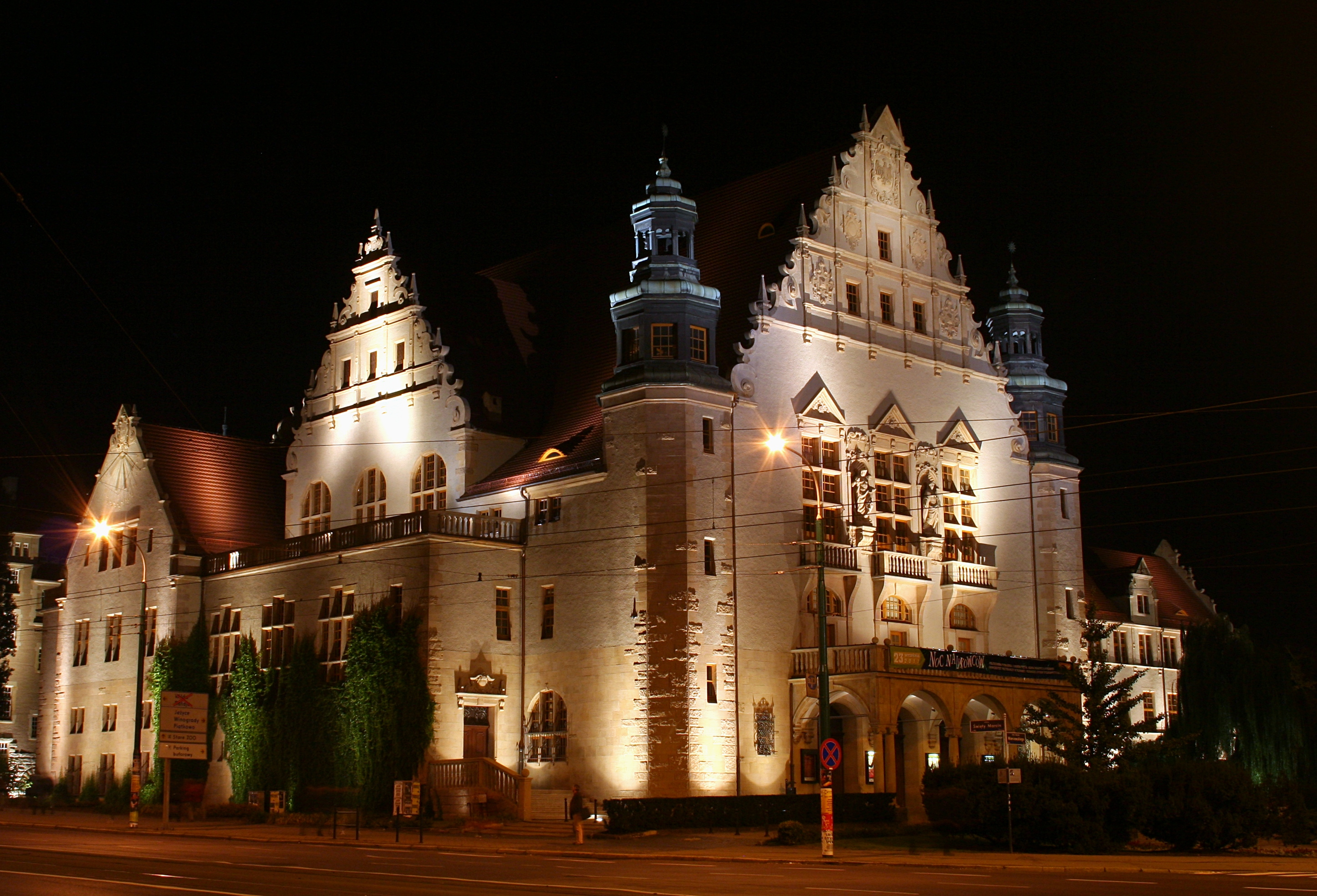
Vista dal lato sud del Collegium Minus
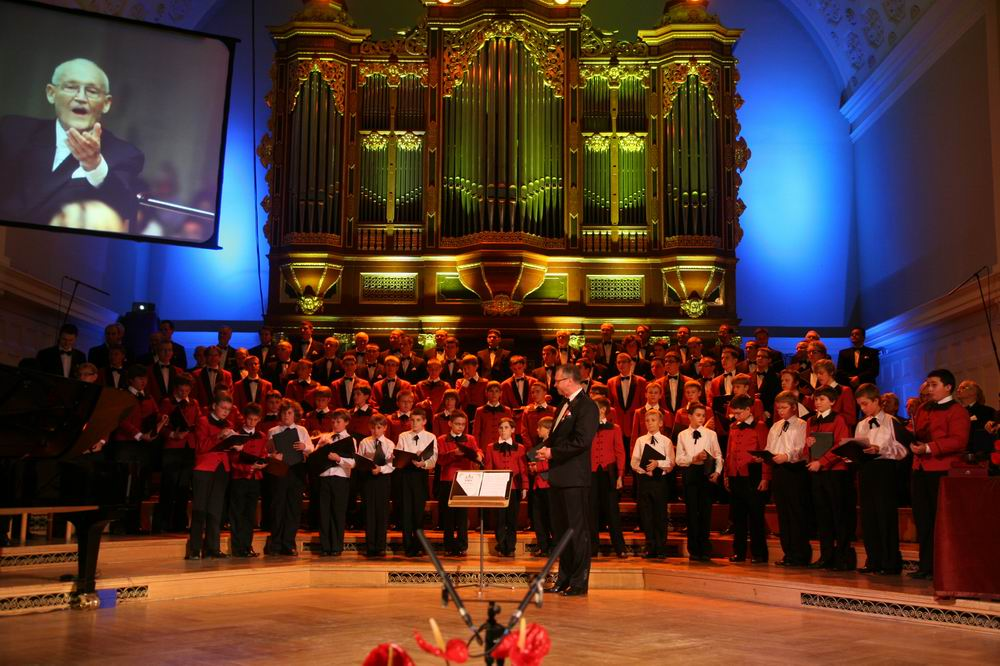
Aula del Collegium Minus
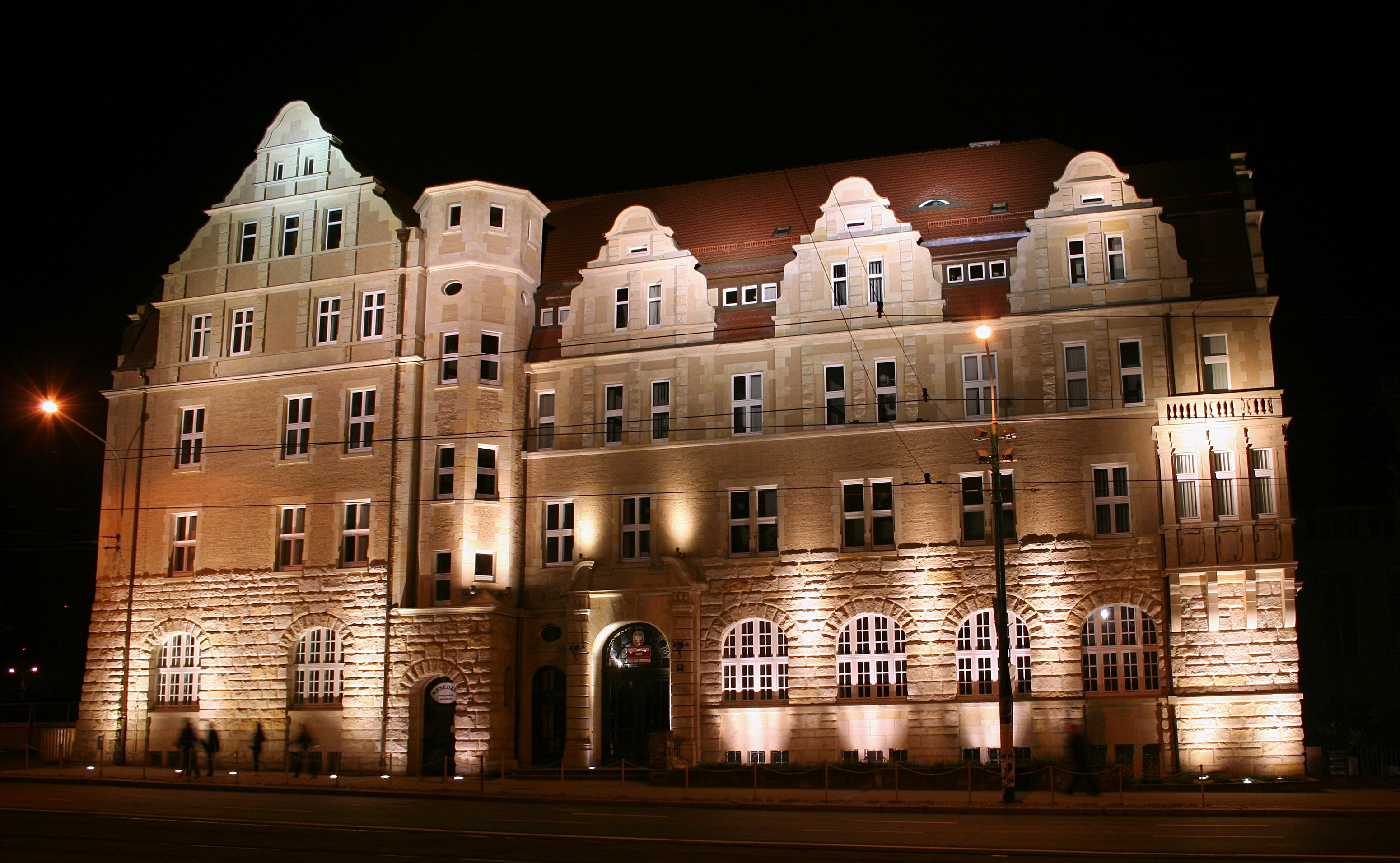
Collegium Iuridicum